# François Spierre
François Spierre (Nancy, 12 novembre 1639 - Marseille, 6 août 1681) est un graveur et peintre portraitiste français,.

## Biographie
Après s’être formé à Paris auprès de François de Poilly (1623-1693), il voyage en Italie. Établi à Rome en 1659, il y réalise ses gravures les plus remarquables. Son premier contact à Rome a été avec Cornelis Bloemaert qui l'a influencé autant que son maître français, Poilly. Toutefois, avec le temps, il acquiert un style propre. Il travaille pour de grands peintres, sculpteurs et architectes, comme Pierre de Cortone et Le Bernin, mais il réalise aussi ses propres œuvres, notamment des portraits gravés de la noblesse italienne. Il meurt dans un accident en France, où il avait voyagé depuis Rome après avoir appris le décès de son frère, Claude Spierre.

Œuvres de François Spierre
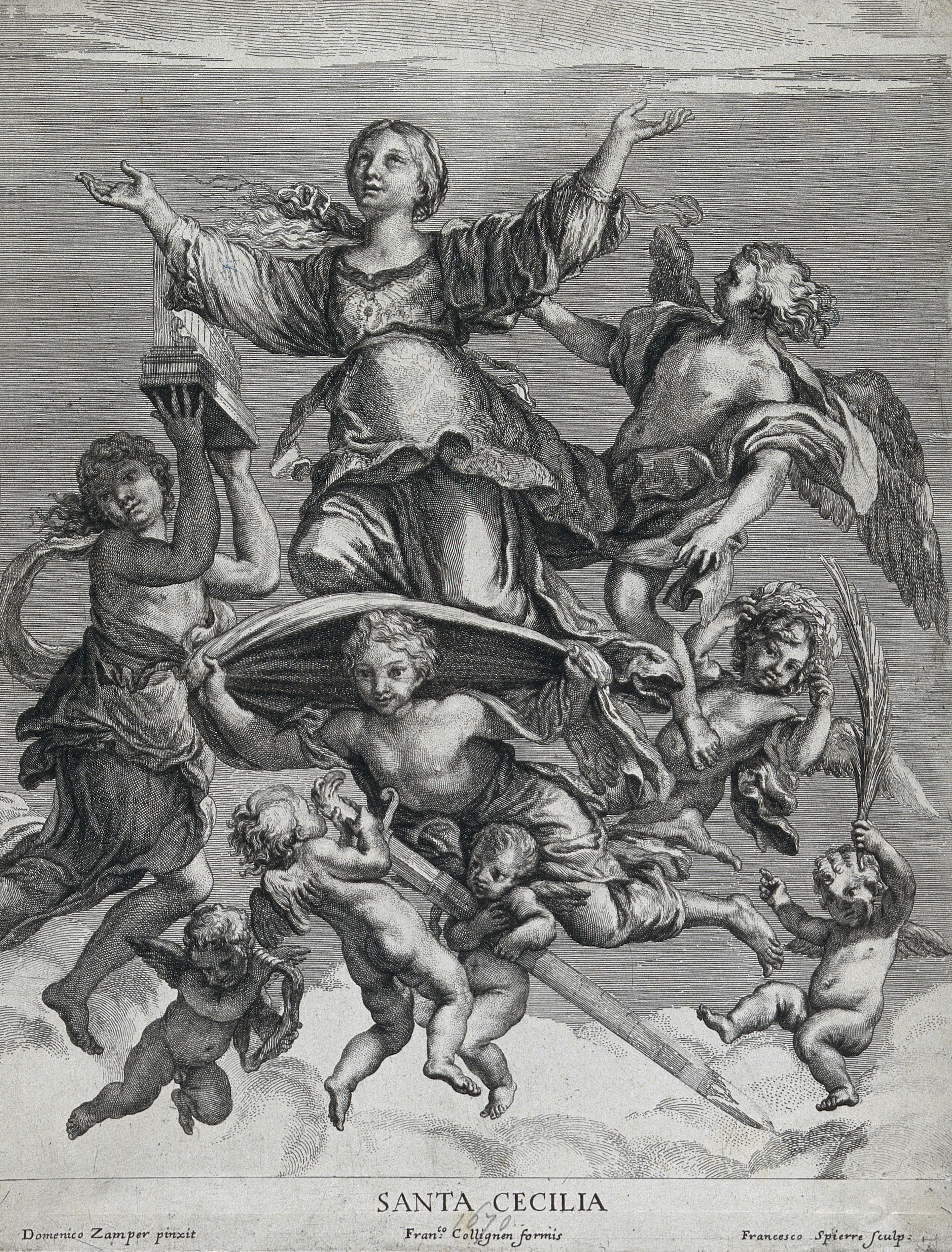
Sainte Cécile, d'après Le Dominiquin (n. d., Wellcome Library).
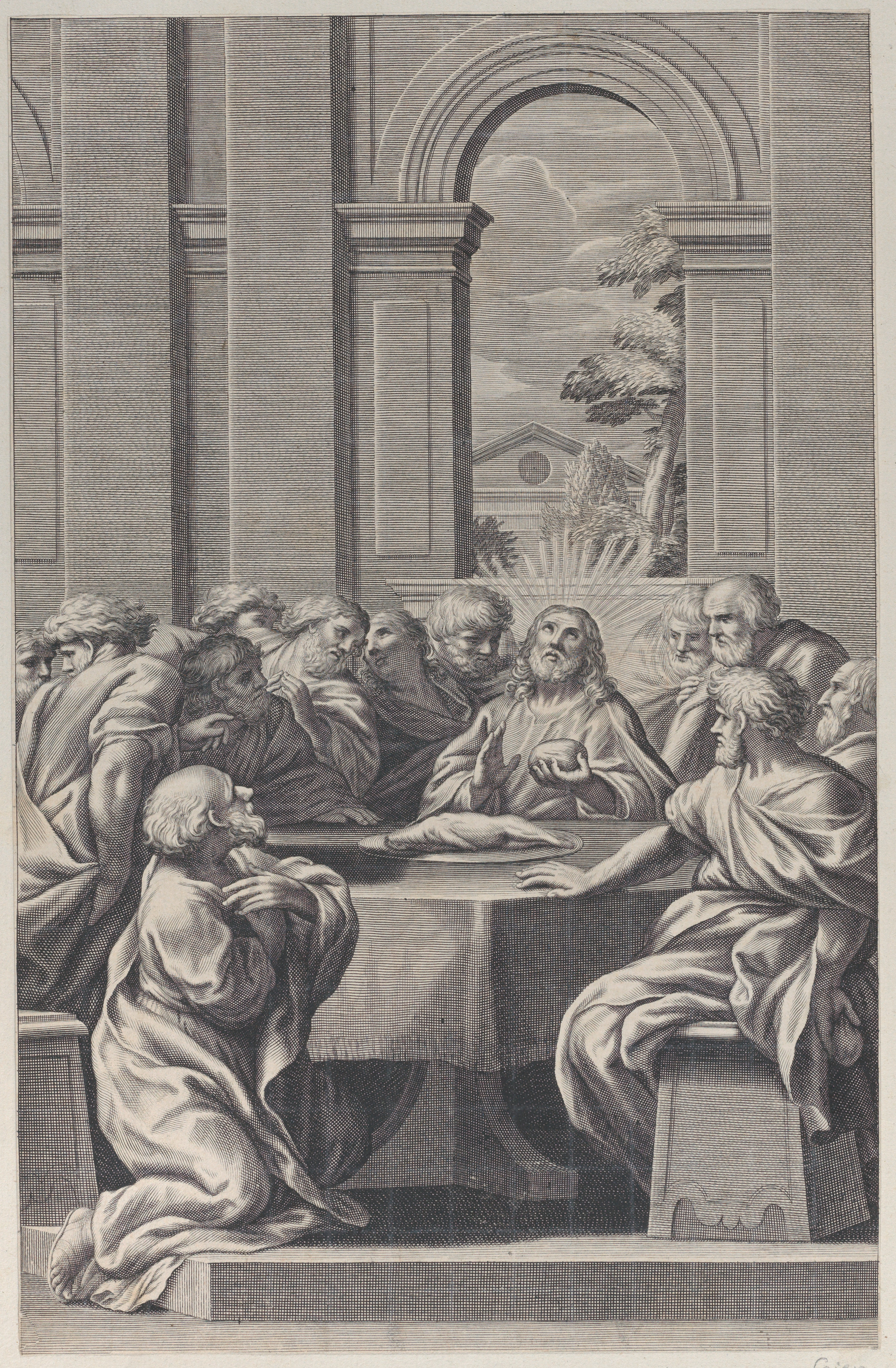
La Dernière Cène (1660–1681, Metropolitan Museum of Art).
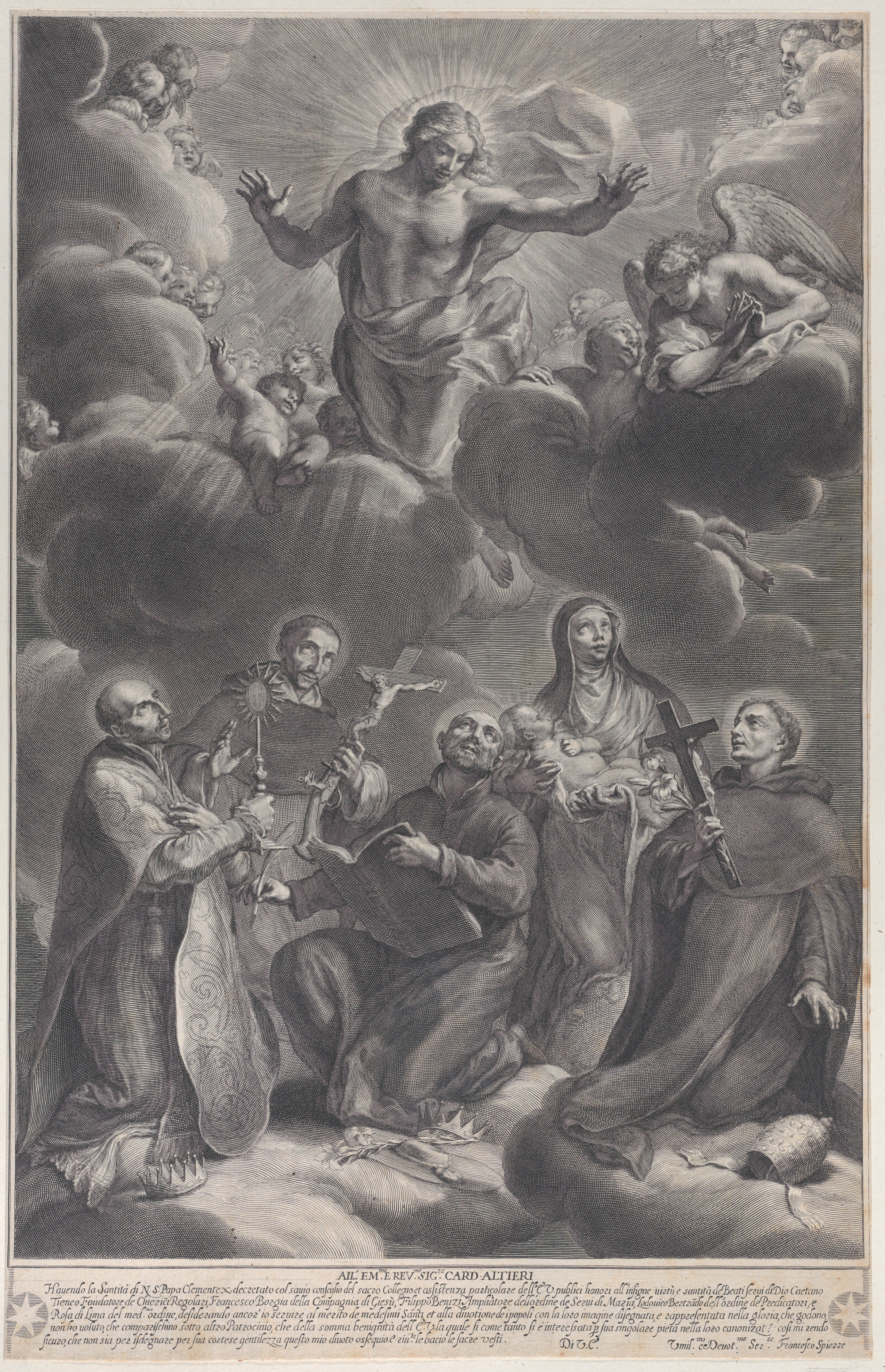
Cinq saints s'agenouillant et adorant le Christ (vers 1671, Metropolitan Museum of Art).
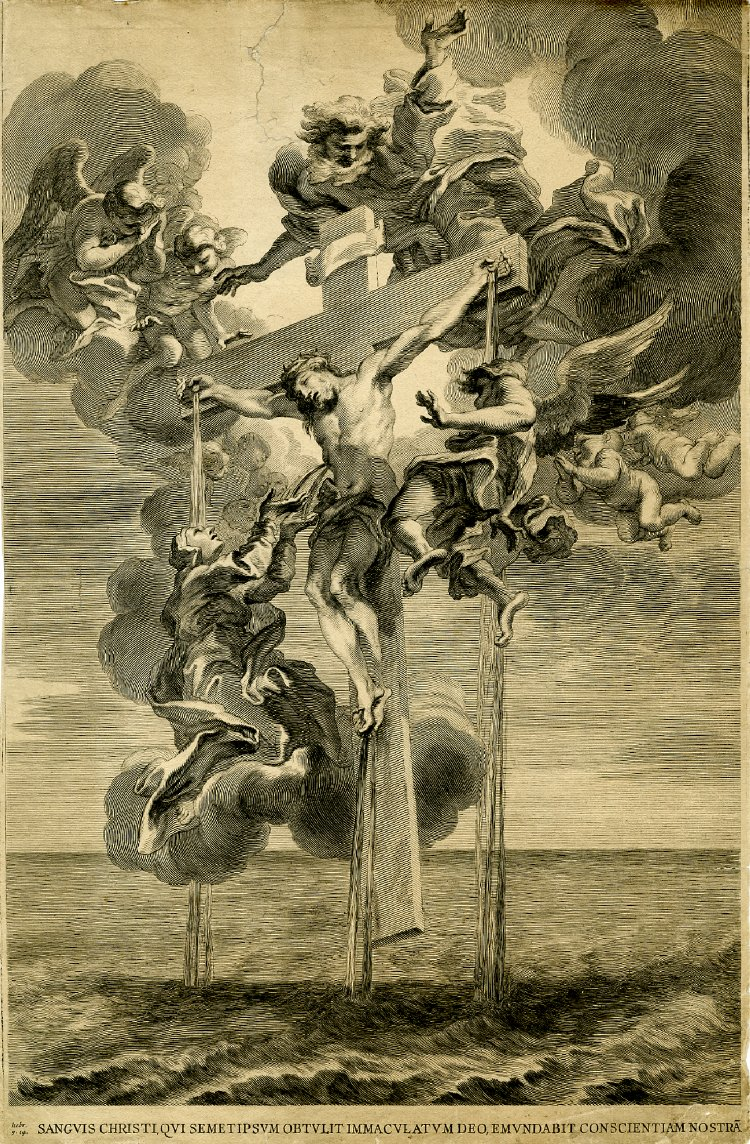
Sanguis Christi, d'après Le Bernin (n. d., British Museum).
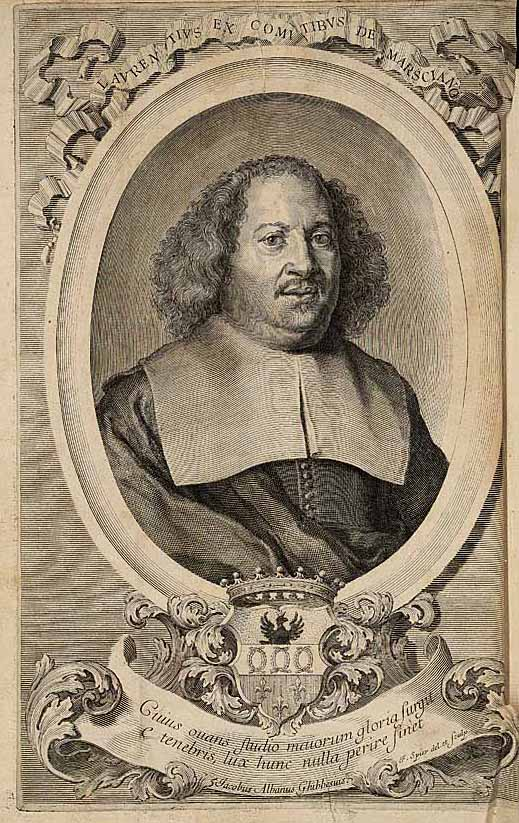
Portrait de Lorenzo di Marsciano (1667).